# Bolinas
Bolinas is een dorp en census-designated place in gemeentevrij gebied in de Amerikaanse staat Californië. Het ligt aan de Stille Oceaankust in het westen van Marin County, zo'n 21 kilometer ten noordwesten van San Francisco. In 2010 woonden er 1620 mensen in Bolinas. Eind jaren 60 werd Bolinas een kunstenaarskolonie. De gemeenschap staat bekend als teruggetrokken; zo kiezen de bewoners ervoor om geen pijlen te plaatsen die de richting van het afgelegen dorp aangeven.

## Geschiedenis
Vóór de Europese kolonisatie van Amerika werd de streek bewoond door Coast Miwok-indianen.
In 1846 verwierf de Mexicaan Gregorio Briones het land van gouverneur Pío Pico als Rancho Las Baulines. Later werd Californië Amerikaans. In 1863 opende een postkantoor in het dorpje.
De grootste uitbreiding kwam er in 1927, toen een grote melkveehouderij op de Big Mesa werd verkaveld. Het land werd verdeeld in 5336 percelen. Het merendeel werd verkocht door de San Francisco Bulletin om nieuwe abonnees aan te trekken. Sindsdien zijn delen van de Big Mesa door erosie in zee verdwenen. De verkaveling heeft geen riolering en niet alle straten worden openbaar onderhouden.
In 1967 riep het bestuur van Marin County het Bolinas Community Public Utility District in het leven voor afvalophaling en waterbeheer. Sinds november 1971 is er een moratorium op nieuwe water- en rioleringsaansluitingen, waardoor er niet meer wordt bijgebouwd in Bolinas. Van de loten op de Big Mesa blijven er veel onbebouwd.
Eind jaren 60, in de periode van de Beat Generation en de hippiecultuur, groeide Bolinas – en met name de Big Mesa – uit tot een kunstenaarskolonie met uitwijkelingen uit San Francisco. Joanne Kyger was een centrale figuur van de Bolinas scene.

## Geografie
Bolinas ligt op 11 meter boven zeeniveau. Het dorp ligt op een schiereiland omgeven door de Stille Oceaan in het westen en zuiden en de Bolinas Lagoon in het noordoosten. Vanaf de overzijde van de lagune, waar Stinson Beach ligt, reikt een landtong naar Bolinas. Ten noordwesten van het dorp klimt het reliëf en begint de Point Reyes National Seashore.

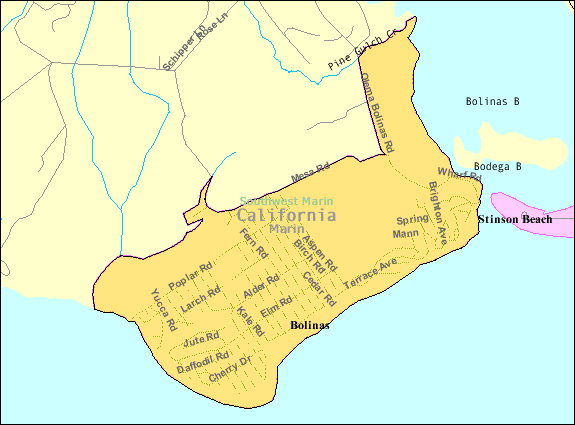
Kaart van de CDP Bolinas

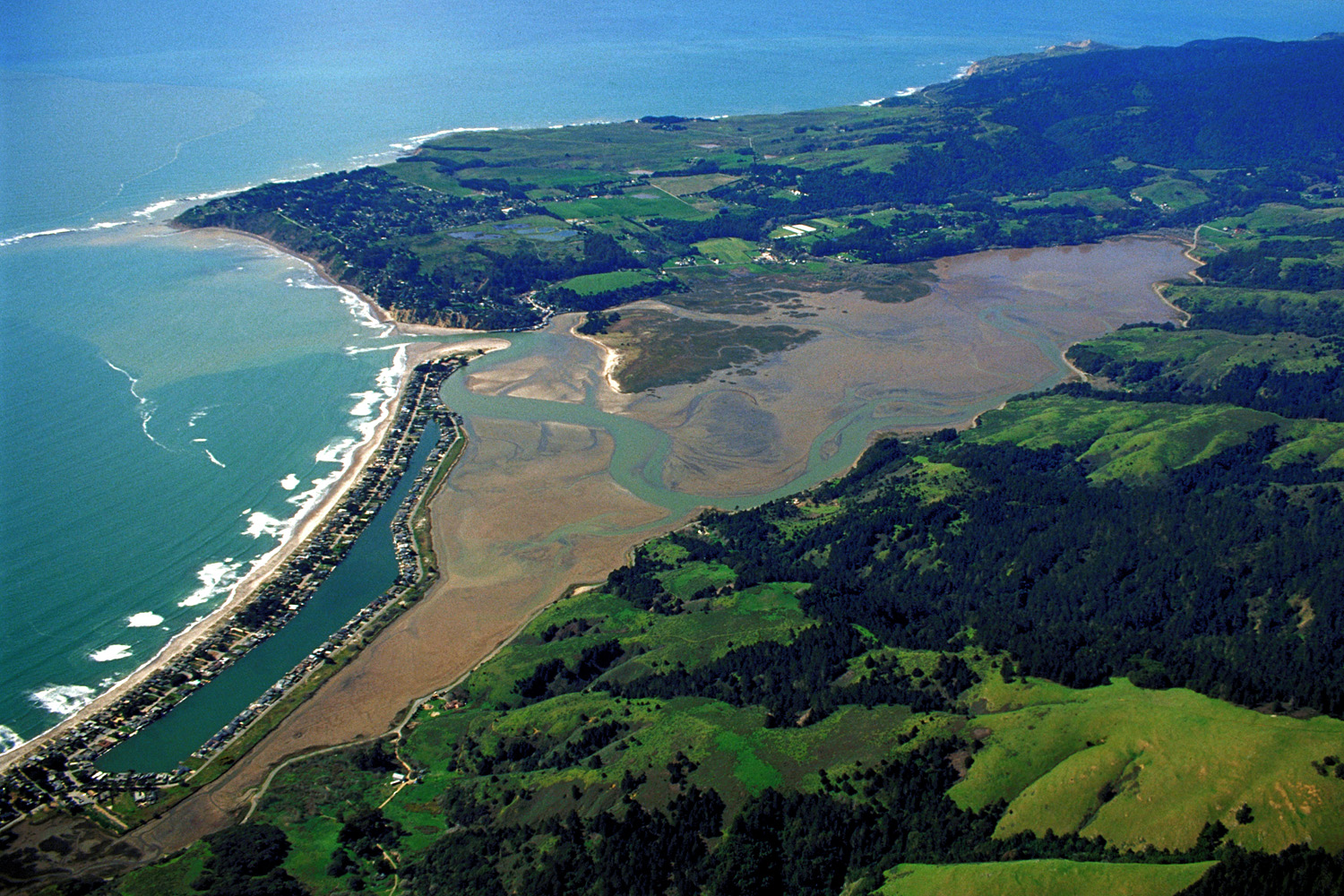
Bolinas (linksboven) op een luchtfoto

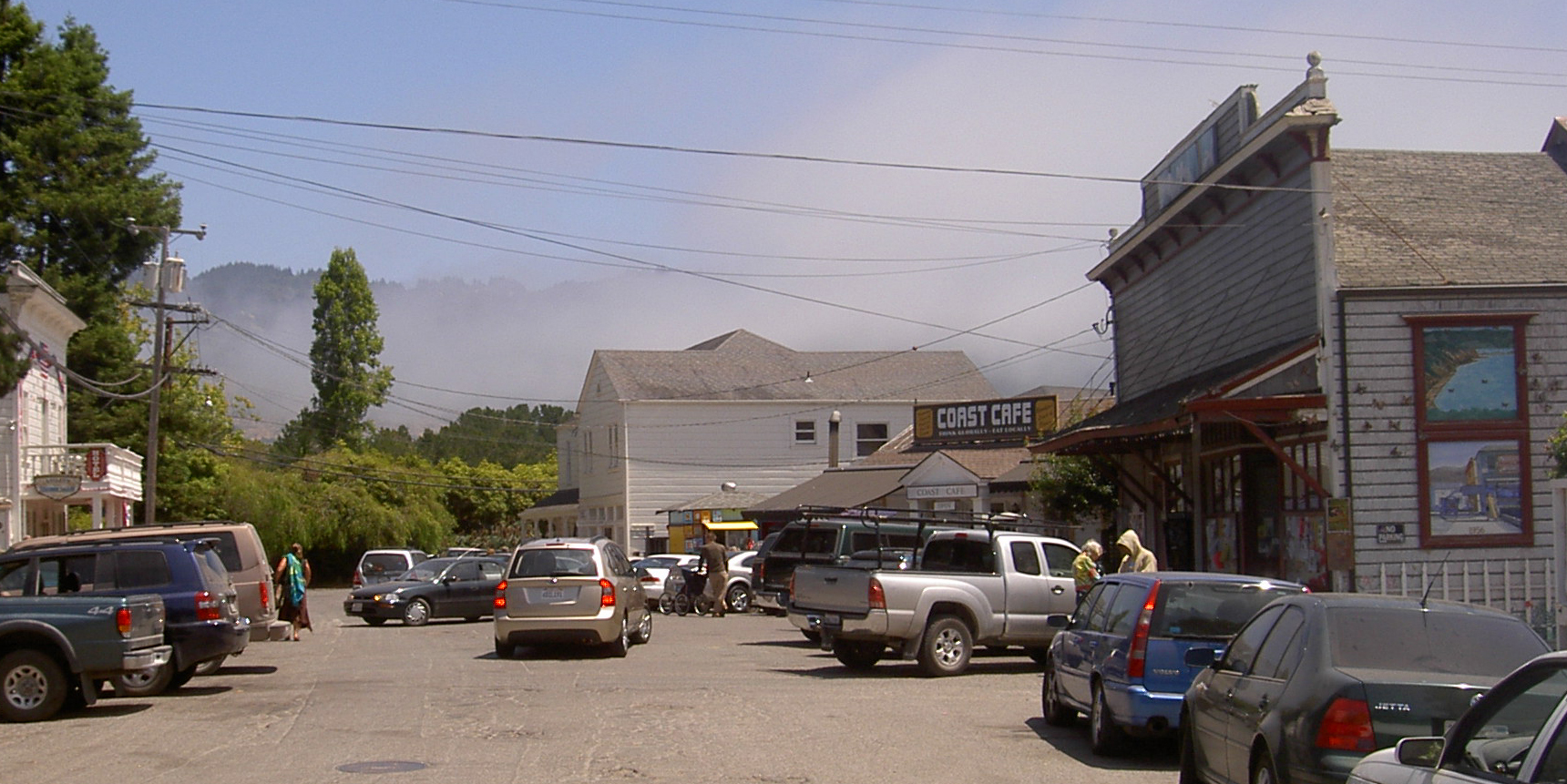
Wharf Road

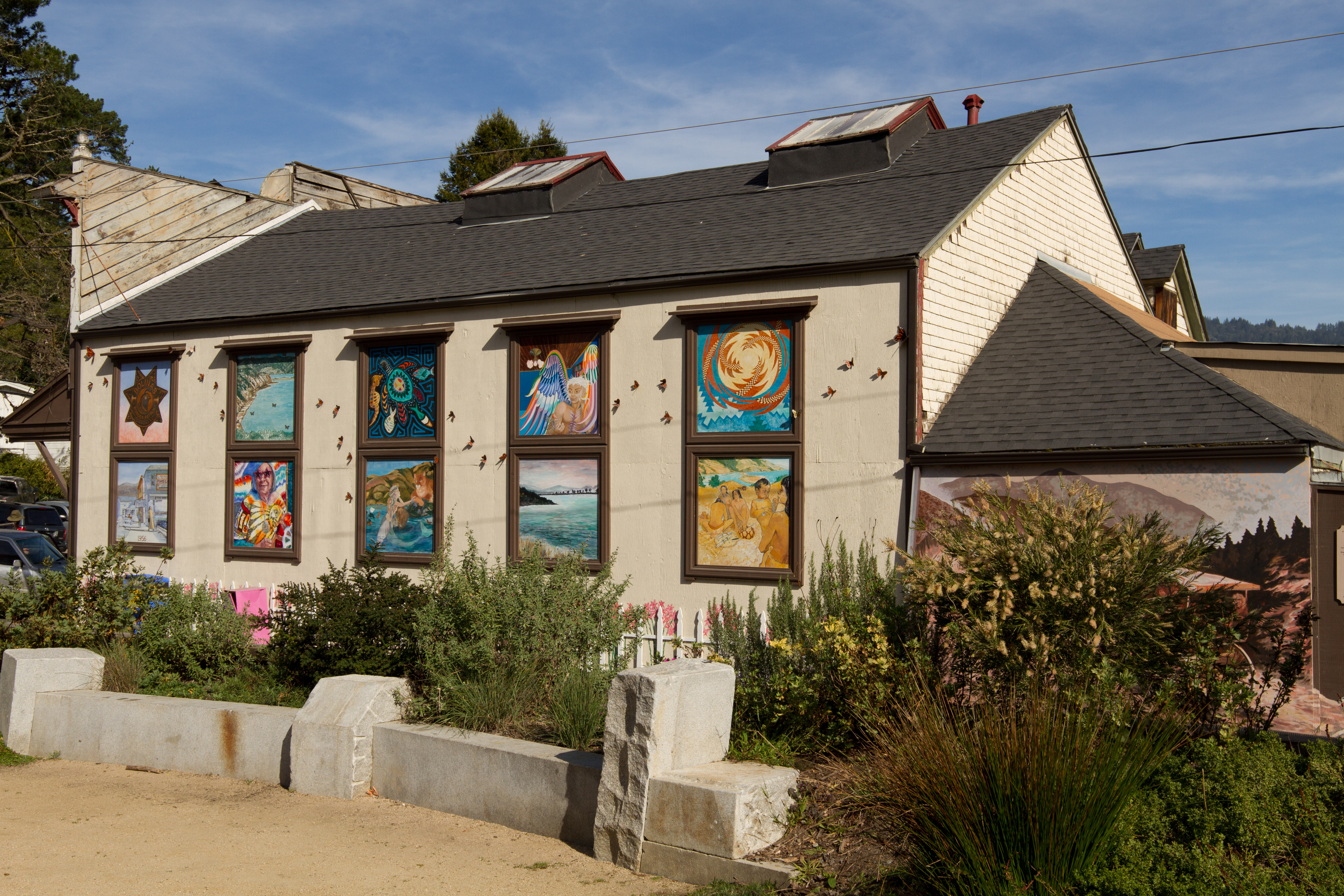
Gemeenschapscentrum

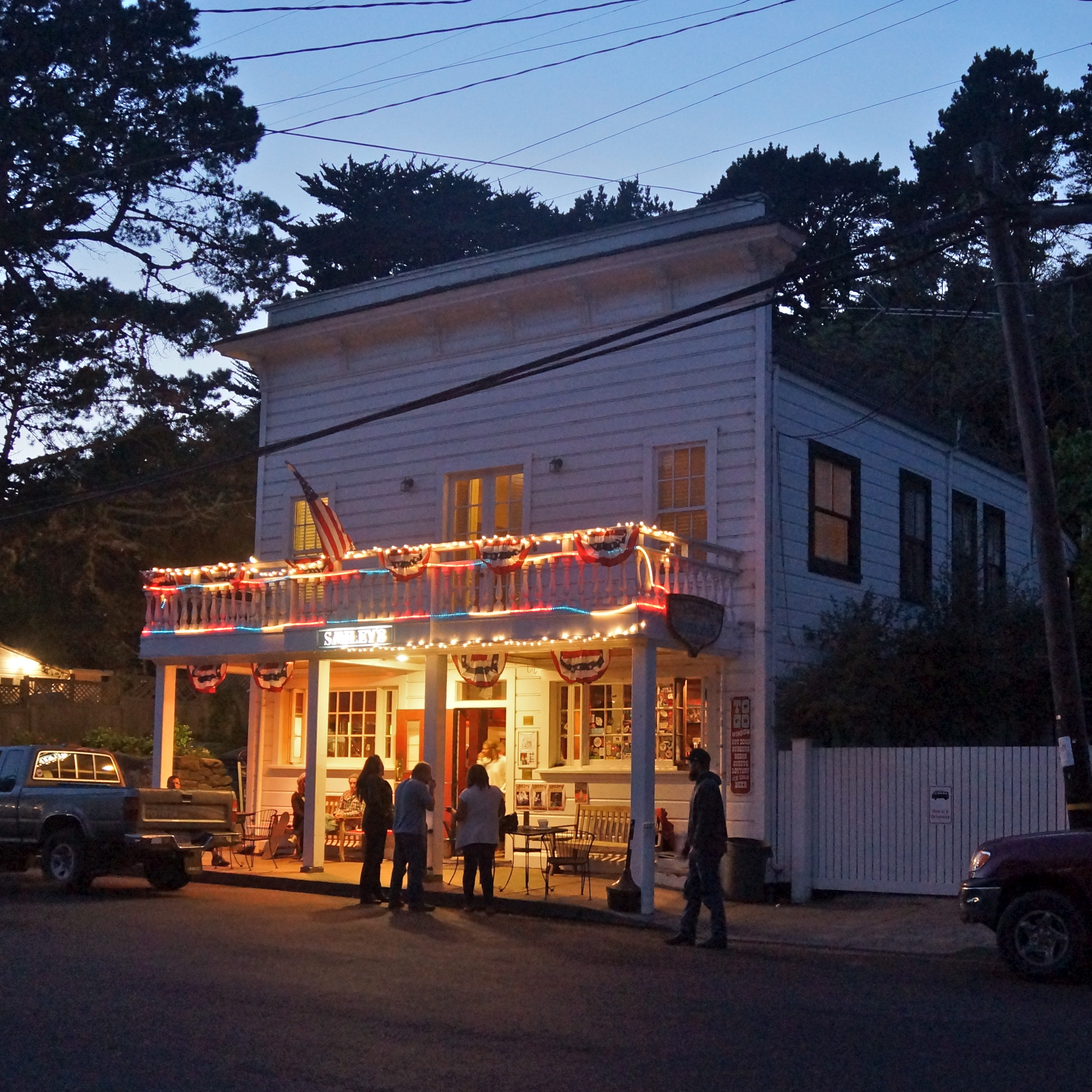
Smiley's Saloon

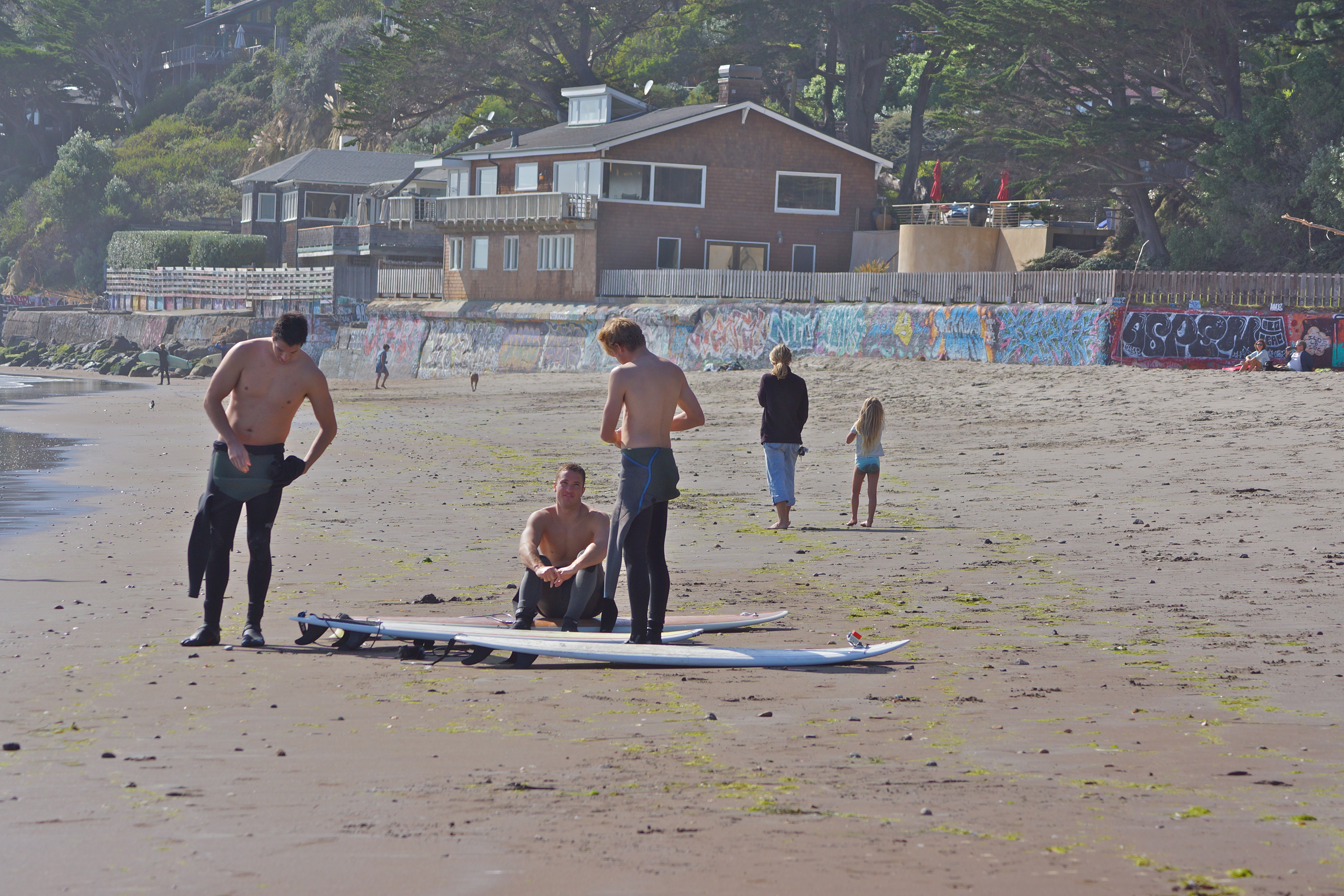
Surfers op het strand

Voor het United States Census Bureau, dat de plaats om statistische doeleinden aanduidt als census-designated place (CDP), is Bolinas 15 km² groot. Het dorp bestaat grofweg uit twee delen: een oude kern in het oosten, gelegen tussen een zestal kleine heuvels, en een grote verkaveling in het zuidwesten, gelegen op het plateau boven op de kliffen (Big Mesa). Ten noordnoordwesten van de dorpskern is er een kleine vlakte langs de lagune met verspreide bebouwing en intensieve landbouw.
Bolinas is afgelegen. Het enige openbaar vervoer is bus 61 van Marin Transit, die de verbinding maakt met Stinson Beach, Mount Tamalpais, Mill Valley en soms ook Marin City en Sausalito. Vanuit Bolinas is het met de auto 25 minuten rijden naar Point Reyes Station (toegangspoort tot Point Reyes National Seashore), 40 minuten naar Mill Valley en 50 minuten naar Sausalito. Nabijgelegen steden zijn San Rafael (55 minuten), San Francisco (1 uur) en Richmond (1 uur).

## Demografie
Volgens de volkstelling van 2010 door het United States Census Bureau woonden er 1620 mensen in Bolinas, terwijl dat er in 2010 maar 1246 waren. De etnische samenstelling was als volgt: 1406 (86,8%) blanken, 27 (1,7%) Afro-Amerikanen, 10 (0,6%) indianen, 17 (1,0%) Aziatische Amerikanen en 14 (0,9%) personen afkomstig van de eilanden in de Stille Oceaan. Daarnaast woonden er 64 personen (4,0%) van een ander ras en 82 personen (5,1%) van twee of meer rassen. In totaal identificeerden 260 mensen (16,0%) zich als hispanic of latino.

## Onderwijs
Aan de noordrand van Bolinas is de campus van het Bolinas-Stinson Union School District gevestigd, waar kinderen les kunnen volgen van de kleuterklas tot de 8ste graad (13-14 jaar). In Stinson Beach is een kleiner schooltje uit hetzelfde schooldistrict. De dichtstbijgelegen highschool is Tamalpais High School in Mill Valley.
In het dorp is een afdeling van de openbare bibliotheek Marin County Free Library.

## Bekende inwoners
- Bill Berkson, dichter en criticus (woont in Bolinas)
- Peg Bracken, schrijfster (woonde in Bolinas)
- Richard Brautigan, schrijver (woonde en overleed in Bolinas)
- Susie Tompkins Buell, politieke geldschieter (woont in Bolinas)
- Gail Carriger, archeologe en steampunkschrijfster (geboren in Bolinas)
- Charles West Churchman, wetenschapper en filosoof (woonde en overleed in Bolinas)
- Suzanne Ciani, pianiste en componiste (woont in Bolinas)
- Joel Coen, filmmaker (heeft een huis in Bolinas)
- Signy Coleman, actrice (groeide op in Bolinas)
- Robert Creeley, dichter en schrijver (woonde in Bolinas)
- Landis Everson, dichter (woonde in Stinson Beach)
- Phil Frank, cartoonist en lokaal historicus (overleed in Bolinas)
- Sid Ganis, filmproducent (heeft een huis in Bolinas)
- Stephan Jenkins, muzikant (woonde in Bolinas)
- Paul Kantner, muzikant (woonde in Bolinas)
- Mark Kitchell, filmmaker (woonde in Bolinas)
- Harmony Korine, filmmaker (geboren in Bolinas)
- Joanne Kyger, dichteres (woonde in Bolinas)
- Mary Tuthill Lindheim, kunstenares (woonde en overleed in Bolinas)
- Lewis MacAdams, dichter, journalist, activist en filmmaker (woonde in Bolinas)
- Jerry Mander, activist en schrijver (woont in Bolinas)
- David Meltzer, dichter en muzikant (woonde in Bolinas)
- Walter Murch, filmmonteur (woont in Bolinas)
- Arthur Okamura, kunstenaar (woonde en overleed in Bolinas)
- Guy Overfelt, kunstenaar (heeft een huis in Bolinas)
- Stephen Ratcliffe, dichter (woont in Bolinas)
- Aram Saroyan, dichter (woonde in Bolinas)
- Strawberry Saroyan, journaliste en schrijfster (groeide op in Bolinas)
- Orville Schell, activist en schrijver (heeft een ranch bij Bolinas)
- Grace Slick, zangeres (woonde in Bolinas)
- Philip Whalen, dichter (woonde in Bolinas)
- Michael Wolfe, dichter (woonde in Bolinas)